# Санибел (Флорида)
Санибел (енгл. Sanibel) град је у америчкој савезној држави Флорида. По попису становништва из 2010. у њему је живело 6.469 становника.

## Демографија
Према попису становништва из 2010. у граду је живело 6.469 становника, што је 405 (6,7%) становника више него 2000. године.
| Група             | 2000.         | 2010.         |
| Белци             | 5.872 (96,8%) | 6.219 (96,1%) |
| Афроамериканци    | 57 (0,9%)     | 40 (0,6%)     |
| Азијати           | 20 (0,3%)     | 25 (0,4%)     |
| Хиспаноамериканци | 84 (1,4%)     | 151 (2,3%)    |
| Укупно            | 6.064         | 6.469         |